# 1981-es Formula–1 argentin nagydíj
Az argentin nagydíj volt az 1981-es Formula–1 világbajnokság harmadik futama.

## Futam
| Helyezés | #  | Versenyző             | Csapat/Motor    | Körök | Idő/Kiesés oka      | Rajthely | Pontszám |
| -------- | -- | --------------------- | --------------- | ----- | ------------------- | -------- | -------- |
| 1        | 5  | Nelson Piquet         | Brabham-Ford    | 53    | 1:34:32,74          | 1        | 9        |
| 2        | 2  | Carlos Reutemann      | Williams-Ford   | 53    | + 26,61             | 4        | 6        |
| 3        | 15 | Alain Prost           | Renault         | 53    | + 49,98             | 2        | 4        |
| 4        | 1  | Alan Jones            | Williams-Ford   | 53    | + 1:07,88           | 3        | 3        |
| 5        | 16 | René Arnoux           | Renault         | 53    | + 1:31,85           | 5        | 2        |
| 6        | 11 | Elio de Angelis       | Lotus-Ford      | 52    | + 1 kör             | 10       | 1        |
| 7        | 29 | Riccardo Patrese      | Arrows-Ford     | 52    | + 1 kör             | 9        |          |
| 8        | 22 | Mario Andretti        | Alfa Romeo      | 52    | + 1 kör             | 17       |          |
| 9        | 30 | Siegfried Stohr       | Arrows-Ford     | 52    | + 1 kör             | 19       |          |
| 10       | 23 | Bruno Giacomelli      | Alfa Romeo      | 51    | Kifogyott üzemanyag | 22       |          |
| 11       | 8  | Andrea de Cesaris     | McLaren-Ford    | 51    | + 2 kör             | 18       |          |
| 12       | 9  | Jan Lammers           | ATS-Ford        | 51    | + 2 kör             | 23       |          |
| 13       | 4  | Ricardo Zunino        | Tyrrell-Ford    | 51    | + 2 kör             | 24       |          |
| Kiesett  | 27 | Gilles Villeneuve     | Ferrari         | 40    | Erőátvitel          | 7        |          |
| Kiesett  | 33 | Patrick Tambay        | Theodore-Ford   | 36    | Olajszivárgás       | 14       |          |
| Kiesett  | 7  | John Watson           | McLaren-Ford    | 36    | Erőátvitel          | 11       |          |
| Kiesett  | 6  | Héctor Rebaque        | Brabham-Ford    | 32    | Elektronika         | 6        |          |
| Kiesett  | 21 | Chico Serra           | Fittipaldi-Ford | 28    | Váltó               | 20       |          |
| Kiesett  | 26 | Jacques Laffite       | Ligier-Matra    | 19    | Meghajtás           | 21       |          |
| Kiesett  | 14 | Marc Surer            | Ensign-Ford     | 14    | Motorhiba           | 16       |          |
| Kiesett  | 20 | Keke Rosberg          | Fittipaldi-Ford | 4     | Üzemanyagrendszer   | 8        |          |
| Kiesett  | 12 | Nigel Mansell         | Lotus-Ford      | 3     | Motorhiba           | 15       |          |
| Kiesett  | 28 | Didier Pironi         | Ferrari         | 3     | Motorhiba           | 12       |          |
| Kiesett  | 3  | Eddie Cheever         | Tyrrell-Ford    | 1     | Kuplung             | 13       |          |
| Kizárva  | 31 | Miguel Ángel Guerra   | Osella-Ford     |       |                     |          |          |
| Kizárva  | 32 | Beppe Gabbiani        | Osella-Ford     |       |                     |          |          |
| Kizárva  | 17 | Derek Daly            | March-Ford      |       |                     |          |          |
| Kizárva  | 25 | Jean-Pierre Jabouille | Ligier-Matra    |       |                     |          |          |
| Kizárva  | 18 | Eliseo Salazar        | March-Ford      |       |                     |          |          |

## A világbajnokság élmezőnyének állása a verseny után
| H  | Versenyzők       | Pont | H  | Konstruktőrök | Pont |
| -- | ---------------- | ---- | -- | ------------- | ---- |
| 1. | Carlos Reutemann | 21   | 1. | Williams-Ford | 39   |
| 2. | Alan Jones       | 18   | 2. | Brabham-Ford  | 13   |
| 3. | Nelson Piquet    | 13   | 3. | Renault       | 6    |
| 4. | Riccardo Patrese | 4    | 4. | Arrows-Ford   | 4    |
| 5. | Alain Prost      | 4    | 5. | Alfa Romeo    | 3    |
| 6. | Mario Andretti   | 3    | 6. | Ensign-Ford   | 3    |

## Statisztikák
Vezető helyen:
- Nelson Piquet 53 (1-53)

Nelson Piquet 4. győzelme, 4. pole-pozíciója, 3. leggyorsabb köre,  2. mesterhármasa (gy, pp, lk)
- Brabham 24. győzelme.